# Snattjärnen
Snattjärnen är en sjö i Bollnäs kommun i Hälsingland och ingår i Ljusnans huvudavrinningsområde. Sjön har en area på 0,0592 kvadratkilometer och ligger 158,9 meter över havet. Sjön avvattnas av vattendraget Ängaån (Millmyrån).

## Delavrinningsområde
Snattjärnen ingår i det delavrinningsområde (682506-153669) som SMHI kallar för Inloppet i Snattjärnen. Medelhöjden är 164 meter över havet och ytan är 0,29 kvadratkilometer. Räknas de 11 avrinningsområdena uppströms in blir den ackumulerade arean 27,44 kvadratkilometer. Ängaån (Millmyrån) som avvattnar avrinningsområdet har biflödesordning 2, vilket innebär att vattnet flödar genom totalt 2 vattendrag innan det når havet efter 80 kilometer. Avrinningsområdet består mestadels av skog (60 procent). Avrinningsområdet har 0,05 kvadratkilometer vattenytor vilket ger det en sjöprocent på 16,6 procent.